# Alchemilla pascuorum
Alchemilla pascuorum é uma espécie de rosácea do gênero Alchemilla, pertencente à família Rosaceae.